# Pezens
Pezens är en kommun i departementet Aude i regionen Occitanien  i södra Frankrike. Kommunen ligger  i kantonen Alzonne som ligger i arrondissementet Carcassonne. År 2022 hade Pezens 1 598 invånare.

## Befolkningsutveckling
Antalet invånare i kommunen Pezens
Referens: INSEE